# Amar Tomar Kolkata Football Club
Pour les articles homonymes, voir ATK.
Maillots
Actualités
Le ATK Football Club (en bengali : এটিকে, et en hindi : परटीक फ़ुटबाल संघ), plus couramment abrégé en ATK, est un ancien club indien de football fondé en 2014 et disparu en 2020, et basé dans la ville de Calcutta dans l'état du Bengale-Occidental.
Étant une des franchises de l'Indian Super League, le nom de l'équipe a été choisi en raison de l'équipe espagnole l'Atlético de Madrid qui apporte son savoir-faire au club pour son développement sportif mais également commercial et économique.
Le club remporte en 2014 la première édition du nouveau championnat indien professionnel, l'Indian Super League.
En juin 2020, le club fusionne avec le Mohun Bagan pour former le ATK Mohun Bagan Football Club.

## Histoire
L'équipe est possédée par Kolkata Jeux et sports Pvt.Ltd, qui se compose de l'ancien joueur de cricket indien Sourav Ganguly, des hommes d'affaires Harshavardhan Neotia, Sanjiv Goenka et du club espagnol Atlético Madrid. L'équipe joue ces matchs à domicile au Salt Lake Stadium Kolkata.
Lors de sa première saison, l'équipe est entraîné par l'ancien sélectionneur de la Bolivie et entraîneur de Valence Antonio López Habas. Le joueur-clé de l'équipe est l'espagnol Luis García. Le premier match de l'histoire du club se joue le 12 octobre 2014 face à Mumbaï City et se solde par une victoire 3-0. Le premier buteur du club est Fikru Tefera à la 25e minute de ce même match. Après six journées de championnat, le club est invaincu et en tête de la ligue. Le 17 décembre 2014, L'Atlético de Kolkata se qualifie à la première finale de l'Indian Super League en remportant la demi-finale quatre à deux lors de la séance de tirs au but face au FC Goa après deux matchs nuls et vierge. Le 20 décembre 2014, L'Atlético gagne en finale l'ISN 2014 face Kerala Blasters FC en s'imposant à l'extérieur sur le score d'un but à zéro, grâce à un but de Mohammed Rafique. Kolkata devient ainsi la première équipe à remporter l'Indian Super League. 
La saison suivante, l'entraîneur espagnol reste en place mais le joueur-clé de l'équipe est le portugais Hélder Postiga. Le club atteint de nouveau les demi-finale mais s'incline face au Chennaiyin FC.
Pour la saison 2016, l'Atlético de Kolkata change d'entraîneur est nomme l'espagnol José Francisco Molina. 

## Bilan sportif

### Palmarès
| Compétitions nationales                                         |
| --------------------------------------------------------------- |
| - Indian Super League (3) : - Champion : 2014, 2016 et 2019-20. |

### Bilan Saison après saison
| Saison    | Saison Régulière | Saison Régulière | Saison Régulière | Saison Régulière | Saison Régulière | Saison Régulière | Saison Régulière | Saison Régulière | Saison Régulière | Série éliminatoire | Entraîneur                      | Meilleur buteur |
| Saison    | Classement       | Pts              | J                | V                | N                | D                | Bp               | Bc               | Diff.            | Série éliminatoire | Entraîneur                      | Meilleur buteur |
| --------- | ---------------- | ---------------- | ---------------- | ---------------- | ---------------- | ---------------- | ---------------- | ---------------- | ---------------- | ------------------ | ------------------------------- | --------------- |
| 2014      | 3e               | 19               | 14               | 4                | 7                | 3                | 16               | 13               | +3               | Vainqueur          | Habas                           | Tefera (5)      |
| 2015      | 2e               | 23               | 14               | 7                | 2                | 5                | 26               | 17               | +9               | Demi-finaliste     | Habas                           | Hume (11)       |
| 2016      | 4e               | 20               | 14               | 4                | 8                | 2                | 15               | 13               | +2               | Vainqueur          | Molina                          | Hume (7)        |
| 2017-2018 | 9e               | 16               | 18               | 4                | 4                | 10               | 16               | 30               | -14              | Non qualifié       | Sheringham, Westwood puis Keane | Keane (7)       |
| 2018-2019 | 6e               | 24               | 18               | 6                | 6                | 6                | 18               | 22               | -4               | Non qualifié       | Coppell                         | Lanzarote (7)   |
| 2019-2020 | 2e               | 34               | 18               | 10               | 4                | 4                | 31               | 14               | +17              | Vainqueur          | Habas                           | Krishna (15)    |

### Records du club
- Premier match officiel : victoire 3-0 face au  Mumbai City FC, à domicile, le 12 octobre 2014.
- Plus grande victoire à domicile : 4-0 face au  FC Goa le 22 novembre 2015.
- Plus grande victoire à l'extérieur : 1-4 face au  Mumbai City FC le 1er novembre 2015.
- Plus grande défaite à domicile : 1-3 face au  FC Pune City le 7 novembre 2014.
- Plus grande défaite à l'extérieur : 3-0 face au  Chennaiyin FC le 12 décembre 2015.

- Plus grand nombre de matchs de Championnat consécutifs sans défaite : 7  du 10 décembre 2014 au 13 octobre 2015.

## Personnalités du club

### Présidents du club
- Sourav Ganguly

### Entraîneurs du club
Entraîneurs du club :
- Antonio López Habas (8 juillet 2014 - 20 décembre 2015)
- José Francisco Molina (5 mai 2016 - 18 décembre 2016)
- Teddy Sheringham (14 juillet 2017 - 24 janvier 2018)
- Ashley Westwood (24 janvier 2018 - 3 mars 2018)
- Robbie Keane (4 mars 2018 - 31 mai 2018)
- Steve Coppell (18 juin 2018 - 30 avril 2019)
- Antonio López Habas (3 mai 2019 - 1er juin 2020)

### Marquee player
Depuis sa création, la Super League a adopté la règle du marquee player dans laquelle les huit équipes désigne un joueur-clé pour la saison. Ces joueurs sont considérés comme la superstar de l'équipe. Luis García est le premier joueur à être nommé à ce titre pour l'Atlético de Kolkata. La saison suivante c'est Hélder Postiga qui prend ce rôle.
- 2014 :  Luis García
- 2015- :  Hélder Postiga

### Meilleurs buteurs du club
| # | Nom              | Période   | Buts | Matchs |
| - | ---------------- | --------- | ---- | ------ |
| 1 | Iain Hume        | 2015-2016 | 18   | 24     |
| 2 | Roy Krishna      | 2019-     | 15   | 21     |
| 3 | Edu García       | 2019-     | 9    | 24     |
| 4 | Robbie Keane     | 2017-2018 | 8    | 11     |
| 5 | Manuel Lanzarote | 2018-2019 | 7    | 17     |